# Torneo Internacional de Chile 1953
El Torneo Internacional de Chile 1953, nominado como Triangular de Santiago 1953, fue la 6º edición del torneo amistoso de fútbol, de carácter internacional, disputado en Santiago de Chile y se jugó desde el 1 de abril hasta el 5 de abril de 1953, como pretemporada del campeonato de la Primera División de Chile 1953. La prensa deportiva lo apodó «Triangular de Semana Santa». 
El triangular, que se desarrolló bajo el sistema de todos contra todos, contó con la participación de Colo-Colo como equipo anfitrión, y de Millonarios de Colombia y de Vasco da Gama de Brasil como equipos invitados.
Todos los partidos se jugaron en el Estadio Nacional de Chile.
El campeón fue Vasco da Gama, que, en forma invicta, se adjudicó su primer título del Torneo Internacional de Chile.

## Datos de los equipos participantes
| Equipo        | Calidad                                                     |
| ------------- | ----------------------------------------------------------- |
| Colo-Colo     | Anfitrión y subcampeón de la Primera División de Chile 1952 |
| Millonarios   | Invitado y campeón del Campeonato colombiano 1952           |
| Vasco da Gama | Invitado y campeón del Campeonato Carioca 1952              |

## Aspectos generales

### Modalidad
El torneo se jugó en una sola rueda de tres fechas, bajo el sistema de todos contra todos, resultando campeón aquel equipo que acumulase más puntos en la tabla de posiciones.

## Partidos

### Fecha 1
| Vasco da Gama    | 2 - 1 | Millonarios |
| Libre: Colo-Colo |       |             |

### Fecha 2
| Colo-Colo            | 0 - 3 | Millonarios |
| Libre: Vasco da Gama |       |             |

### Fecha 3
| Colo-Colo          | 0 - 2 | Vasco da Gama |
| Libre: Millonarios |       |               |

## Tabla de posiciones
| Pos | Equipo        | PJ | PG | PE | PP | GF | GC | Dif | Pts |
| --- | ------------- | -- | -- | -- | -- | -- | -- | --- | --- |
| 1   | Vasco da Gama | 2  | 2  | 0  | 0  | 4  | 1  | 3   | 4   |
| 2   | Millonarios   | 2  | 1  | 0  | 1  | 4  | 2  | 2   | 2   |
| 3   | Colo-Colo     | 2  | 0  | 0  | 2  | 0  | 5  | -5  | 0   |

Pos = Posición; PJ = Partidos jugados; PG = Partidos ganados; PE = Partidos empatados; PP = Partidos perdidos; GF = Goles a favor; GC = Goles en contra; Dif = Diferencia de gol; Pts = Puntos
|  | Campeón |

## Campeón
| Brasil                  |
| Vasco da Gama 1º título |